# Atelopus mindoensis
Atelopus mindoensis és una espècie d'amfibi que viu a l'Equador.
Està amenaçada d'extinció per la pèrdua del seu hàbitat natural.